# Bahnhof Lichtenfels
Der Bahnhof Lichtenfels befindet sich auf dem Gemeindegebiet der Stadt Lichtenfels in Oberfranken an der Bahnstrecke Bamberg–Hof und der hier einmündenden Bahnstrecke Eisenach–Lichtenfels. Im Personenfernverkehr hatte er seit dem Jahr 2000 bis zum 9. Dezember 2017 regelmäßige Halte der Intercity-Express-Züge der Linie von Berlin nach München. Der Bahnhof ist seitdem noch mit einem Zug in das ICE-Streckennetz eingebunden.

## Geschichte

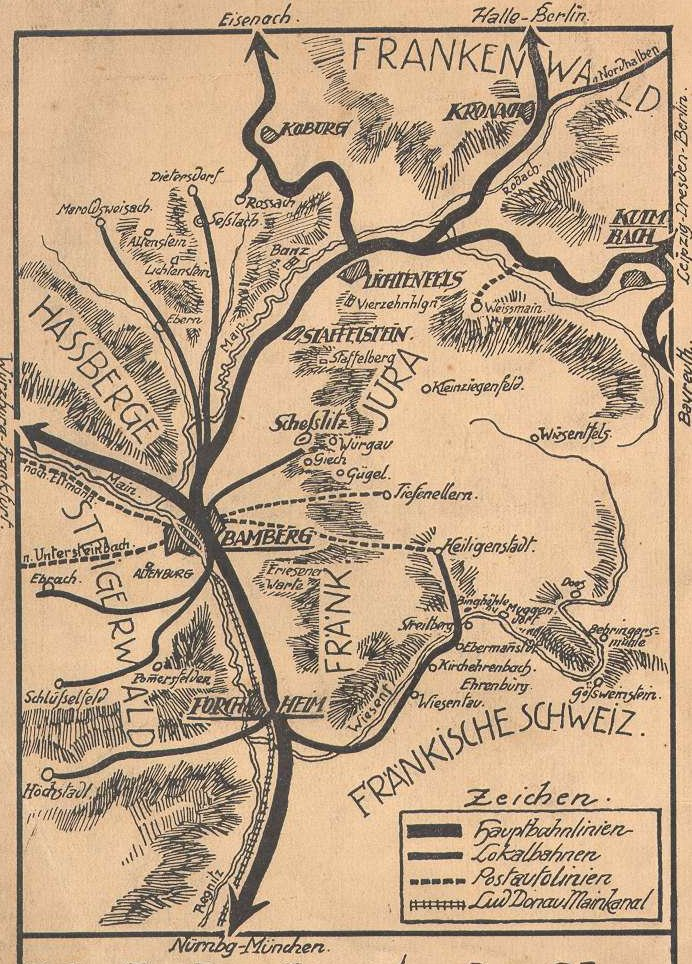
Verkehrskarte aus dem Jahr 1912 mit Lichtenfels

Im Sommer 1841 begannen die Planungen des Streckenabschnittes Bamberg–Lichtenfels der Ludwig-Süd-Nord-Bahn. Anschließend wurden die Baumaßnahmen durchgeführt. Dabei entstanden Bahnanlagen mit fünf Durchgangsgleisen am Stadtrand. Das Gelände war bis zu vier Meter aufzuschütten, die Stadtmauer musste an zwei Stellen durchbrochen werden und das Coburger Tor war neu zu errichten. Der Bahnhof, der mit einer Betriebsstation ausgestattet war, wurde im Januar 1846 erstmals angefahren. Die feierliche Inbetriebnahme folgte am 15. Februar 1846. Am 15. Oktober 1846 kam es zur Eröffnung der Streckenfortsetzung nach Neuenmarkt und 1. November 1848 war der Endpunkt Hof erreicht. Das erste massive Empfangsgebäude der Durchgangsstation wurde nach einem hölzernen Provisorium 1847 bis 1850 errichtet. Im Januar 1859 folgte der Anschluss an die Werrabahn, wodurch der Bahnhof zu einem Eisenbahnknotenpunkt mit getrennten Eisenbahnanlagen für die Werra-Eisenbahn-Gesellschaft und die Königlich Bayerische Staats-Eisenbahnen aufgewertet wurde und größere Erweiterungsmaßnahmen 1862 notwendig machte.
Nach der Eröffnung der Bahnstrecke Hochstadt-Marktzeuln–Probstzella über den Frankenwald nach Thüringen, Teil einer neuen Fernverbindung nach Berlin, im Oktober 1885 wurde die Station in Lichtenfels Ausgangspunkt dieser Strecke und damit auch Sitz regionaler Bahnbehörden. Nach der Übernahme der Anlagen der Werrabahn durch die Königliche Bahn am 1. Januar 1891 folgte ein umfangreicher Aus- und Umbau der Bahnanlagen. Die Anzahl der durchgehenden Gleise wurde auf elf erhöht, wobei 17 Weichenstellerposten durch vier Stellwerke ersetzt wurden. Die Bahngesellschaft ließ außerdem unter anderem zwei Speditionsgebäude und eine Güterhalle zusätzlich errichten sowie die Bahnsteige befestigen und überdachen. 1891 folgte die Einrichtung des Bahnbetriebswerkes. Mit einem Bahngelände von rund 30 Hektar und mit im Jahr 1914 29 Prozent bei der Bahn beschäftigten Bürgern hatte sich Lichtenfels zu einer von der Eisenbahn geprägten Stadt entwickelt. 1889 wurde das Coburger Tor abgebrochen, 1896 entstand ein für die Fußgänger der Coburger Straße ein Steg über die Gleisanlagen, der 1934 zurückgebaut wurde.
Von 1934 bis 1936 wurden in Vorbereitung der Elektrifizierung der Strecke Nürnberg–Leipzig/Halle umfangreiche Umbau- und Erweiterungsmaßnahmen durchgeführt. Sie kosteten 2,1 Millionen Reichsmark und umfassten unter anderem die Hebung der Streckentrasse um maximal 1,7 Meter, den Bau einer Bahnsteigunterführung und fünf neuer Stellwerke. Das elektromechanische Stellwerk 3 gehörte als so genanntes Vierreihenstellwerk zu den modernsten Stellwerken der Deutschen Reichsbahn. Der schienengleiche Übergang der Straße nach Coburg wurde ab Ende 1934 durch die Errichtung einer 3,5 Meter hohen, 8 Meter breiten und 38 Meter langen Straßenunterführung ersetzt, die im Juli 1935 eröffnet wurde. Der planmäßige elektrische Zugbetrieb wurde am 15. Mai 1939 aufgenommen.
In der Zeit des Nationalsozialismus wurden die letzten neun verbliebenen Lichtenfelser Juden am 24. April 1942 mit der Eisenbahn in Richtung des Vernichtungslagers Sobibor deportiert, wo sie in Gaskammern ermordet wurden. Im Zweiten Weltkrieg wurde das Bahnbetriebswerk durch einen Luftangriff am 23. Februar 1945 zerstört. Deutsche Einheiten sprengten am 11. April 1945 Weichen und Wasserkräne. Bis Ende 1945 waren 95 Prozent der Schäden beseitigt.
Im Herbst 1983 wurde ein zentrales Relaisstellwerk der Bauart Lorenz in Betrieb genommen, das die elektromechanischen Stellwerke ablöste. Anfang des 21. Jahrhunderts folgte eine weitere Umgestaltung des Bahnhofs. Die Bahnsteige wurden neugestaltet. Sie erhielten eine neue Überdachung sowie Aufzüge und Bahnsteige mit einer Höhe von 760 mm über Schienenoberkante.

## Personenzugverkehr

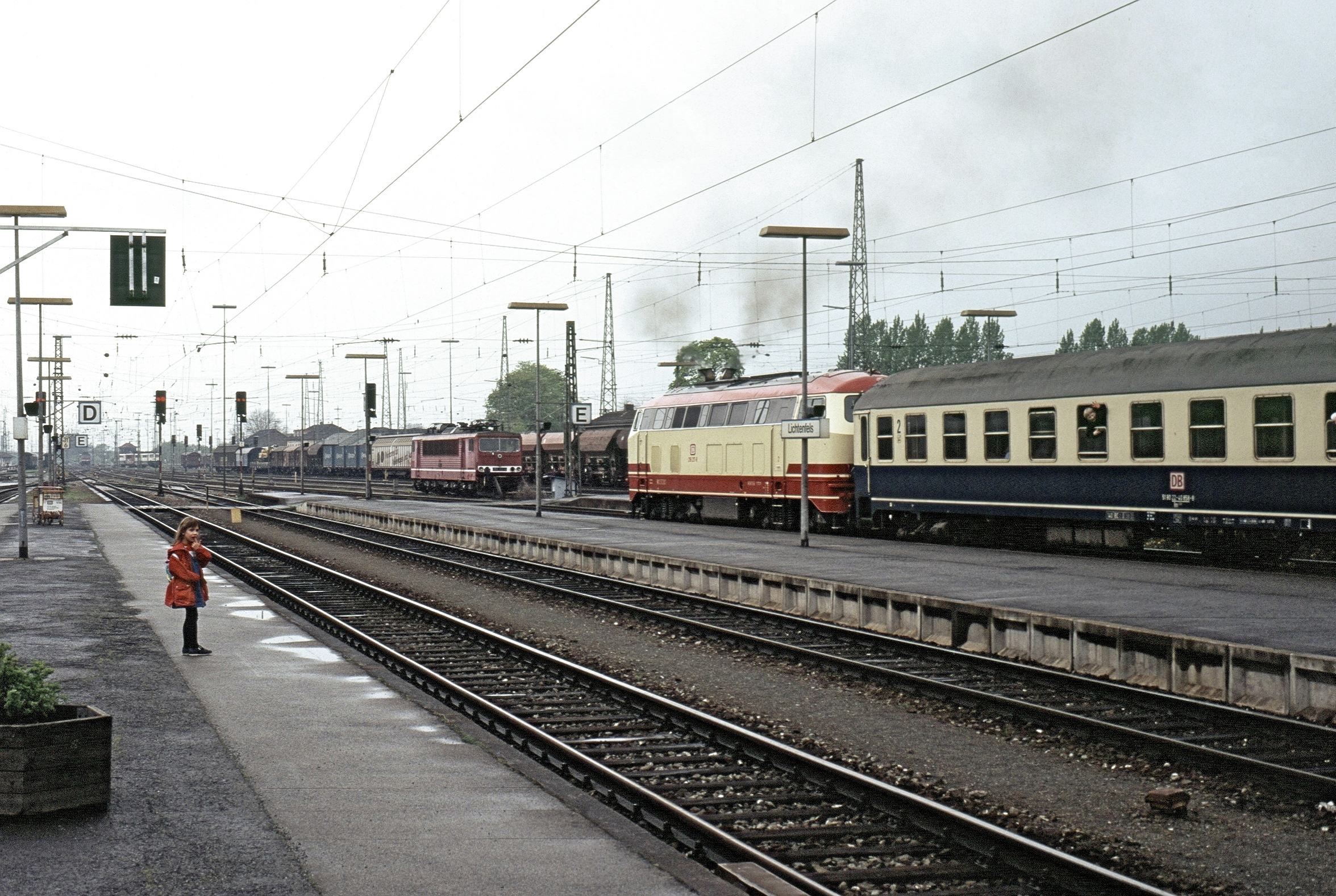
218 217 vor der Ausfahrt in Richtung Bamberg, 1995

Stand Juni 2020 halten täglich 124 Regional- und 5 Fernverkehrszüge. Es wurden etwa 7000 Reisende gezählt (Stand: 2017).

### Fernverkehr
Der Bahnhof war bis zum 9. Dezember 2017 Intercity-Express-Halt der Linie von Hamburg über Berlin, Leipzig, durch das Saaletal und Nürnberg nach München. Mit dem Fahrplanwechsel und der damit verbundenen Verlegung der Hochgeschwindigkeitsachse Berlin-München im Rahmen des Verkehrsprojekts Deutsche Einheit 8 (VDE 8) verkehrt nur noch Montag bis Freitag eine ICE-Verbindung direkt ab Lichtenfels nach München.
Außerdem verkehrt via Lichtenfels täglich fünf IC-Zugpaare der Linie 61 von Leipzig über Stuttgart nach Karlsruhe, sowie nachts ein IC-Zugpaar der Linie 17 zwischen Warnemünde und Wien.
Mit dem Regionalverkehr nach Bamberg und dortigem Umstieg auf den ICE wird München in annähernd gleicher Reisezeit erreicht. Die Neubaustrecke Ebensfeld–Erfurt führt einige Kilometer westlich an Lichtenfels vorbei.
| Linie            | Strecke                                                                                       | Takt          |
| ---------------- | --------------------------------------------------------------------------------------------- | ------------- |
| ICE              | Lichtenfels – Nürnberg – Ingolstadt – München                                                 | ein Zug       |
| IC 17            | Wien – Passau – Regensburg – Nürnberg – Bamberg – Lichtenfels – Leipzig – Berlin – Warnemünde | ein Zugpaar   |
| IC 61            | Karlsruhe – Stuttgart – Aalen – Nürnberg – Bamberg – Lichtenfels – Saalfeld – Leipzig         | Fünf Zugpaare |
| Stand 09.06.2024 |                                                                                               |               |

Laut einer Modellrechnung im Auftrag der Industrie- und Handelskammer Coburg für das Jahr 2014 sei am Bahnhof mit täglich 520 ICE-Reisenden zu rechnen, davon 350 Umsteiger und 170 originäre Ein- und Aussteiger.

### Regionalverkehr
Im Nahverkehr ist Lichtenfels eine Drehscheibe mit stündlichen Anschlüssen nach Oberfranken und Südthüringen. Start- beziehungsweise Endpunkt ist die Station für zwei Regionalbahn- und zwei Regional-Express-Linien sowie Durchgangsstation für drei Regionalbahn- und sechs Regional-Express-Linien:
| Linie | Strecke | Strecke | Takt            | Fahrzeugmaterial                  | Betreiber                              |
| ----- | --- | --- | --------------- | --------------------------------- | -------------------------------------- |
| RE14  | Franken-Thüringen-Express: Nürnberg Hbf – Fürth Hbf – Erlangen – Forchheim – Hirschaid – Bamberg – Lichtenfels –                                                       | Kronach – Saalfeld | Stundentakt     | Baureihe 1462 (Desiro HC)         | DB Regio AG Bayern                     |
| RE 28 | Franken-Thüringen-Express: Nürnberg Hbf – Fürth Hbf – Erlangen – Forchheim – Hirschaid – Bamberg – Lichtenfels –                                                       | Coburg – Sonneberg Hbf | Zweistundentakt | Baureihe 1462 (Desiro HC)         | DB Regio AG Bayern                     |
| RE32  | Main-Saale-Express: Bamberg – Lichtenfels – Neuenmarkt-Wirsberg – | Bayreuth Hbf (– Nürnberg Hbf) | Zweistundentakt | Baureihe 612 (RegioSwinger)       | DB Regio AG Bayern                     |
| RE35  | Main-Saale-Express: Bamberg – Lichtenfels – Neuenmarkt-Wirsberg – | Hof Hbf | Zweistundentakt | Baureihe 612 (RegioSwinger)       | DB Regio AG Bayern                     |
| RE38  | Main-Saale-Express: (Bamberg –) Lichtenfels – Neuenmarkt-Wirsberg – | Bayreuth Hbf | Zweistundentakt | Baureihe 641                      | DB Regio AG Bayern                     |
| RE39  | Main-Saale-Express: (Bamberg –) Lichtenfels – Neuenmarkt-Wirsberg – | Hof Hbf | Zweistundentakt | Baureihe 641                      | DB Regio AG Bayern                     |
| RE54  | Main-Spessart-Express (MSX): Lichtenfels –> Bamberg – Haßfurt – Schweinfurt – Würzburg Hbf – Gemünden – Aschaffenburg Hbf – Hanau Hbf – Maintal – Frankfurt (Main) Hbf | Main-Spessart-Express (MSX): Lichtenfels –> Bamberg – Haßfurt – Schweinfurt – Würzburg Hbf – Gemünden – Aschaffenburg Hbf – Hanau Hbf – Maintal – Frankfurt (Main) Hbf | ein Zug         | Baureihe 445 (Twindexx Vario)     | DB Regio AG Bayern                     |
| RE55  | Bamberg – Lichtenfels | Bamberg – Lichtenfels | ein Zug         | Baureihe 445 (Twindexx Vario)     | DB Regio AG Bayern                     |
| RB25  | Kronach – Lichtenfels – Bamberg | Kronach – Lichtenfels – Bamberg | Stundentakt     | Baureihe 1462 (Desiro HC)         | DB Regio AG Bayern                     |
| RB18  | Lichtenfels – Coburg – Bad Rodach | Lichtenfels – Coburg – Bad Rodach | ein Zug         | Baureihe 650 (Regio-Shuttle RS 1) | agilis Verkehrsgesellschaft (agilis V) |
| RB22  | Lichtenfels – Bamberg – Forchheim – Ebermannstadt | Lichtenfels – Bamberg – Forchheim – Ebermannstadt | ein Zugpaar     | Baureihe 650 (Regio-Shuttle RS 1) | agilis Verkehrsgesellschaft (agilis V) |
| RB24  | Coburg – Lichtenfels – Kulmbach – Neuenmarkt-Wirsberg – Bayreuth Hbf (– Kirchenlaibach – Hof Hbf – Bad Steben)                                                         | Coburg – Lichtenfels – Kulmbach – Neuenmarkt-Wirsberg – Bayreuth Hbf (– Kirchenlaibach – Hof Hbf – Bad Steben)                                                         | Stundentakt     | Baureihe 650 (Regio-Shuttle RS 1) | agilis Verkehrsgesellschaft (agilis V) |
| RB34  | Coburg – Lichtenfels – Kulmbach – Neuenmarkt-Wirsberg – Bayreuth Hbf – Kirchenlaibach – Weiden (– Weidenberg)                                                          | Coburg – Lichtenfels – Kulmbach – Neuenmarkt-Wirsberg – Bayreuth Hbf – Kirchenlaibach – Weiden (– Weidenberg)                                                          | einzelne Züge   | Baureihe 650 (Regio-Shuttle RS 1) | agilis Verkehrsgesellschaft (agilis V) |

Seit Dezember 2013 ist die Regional-Express-Linie Würzburg–Bamberg–Lichtenfels–Bayreuth/Hof in zwei Linien aufgeteilt. DB Regio Franken gewann die Ausschreibung im Bereich Main-Spessart und betreibt die Linie von Würzburg nach Bamberg, die teilweise ab 2015 bis Frankfurt verlängert wurde. Die Linie Bamberg–Lichtenfels–Bayreuth/Hof wird weiterhin von DB Regio Nordostbayern betrieben.

## Bahnanlagen
Der Bahnhof weist elf Durchgangsgleise auf, die im Bogen verlaufen. Die drei Inselbahnsteige liegen an den Gleisen 1 und 2 (Länge 170 Meter), 3 und 5 (Länge 370 Meter) sowie 6 und 7 (Länge 210 Meter). Sie sind über eine Unterführung und Treppen beziehungsweise Aufzüge erreichbar. Ein Hausbahnsteig ist nicht mehr vorhanden.
Im Rundlokschuppen des ehemaligen Bahnbetriebswerks Lichtenfels hat das Verkehrsmuseum Nürnberg einige Lokomotiven abgestellt, die von der BSW-Gruppe Lichtenfels betreut werden.
Im März 2021 beantragte die Deutsche Bahn, sechs nicht mehr genutzte Abstellgleise und fünf Weichen im Bahnhof zurückzubauen.

## Empfangsgebäude

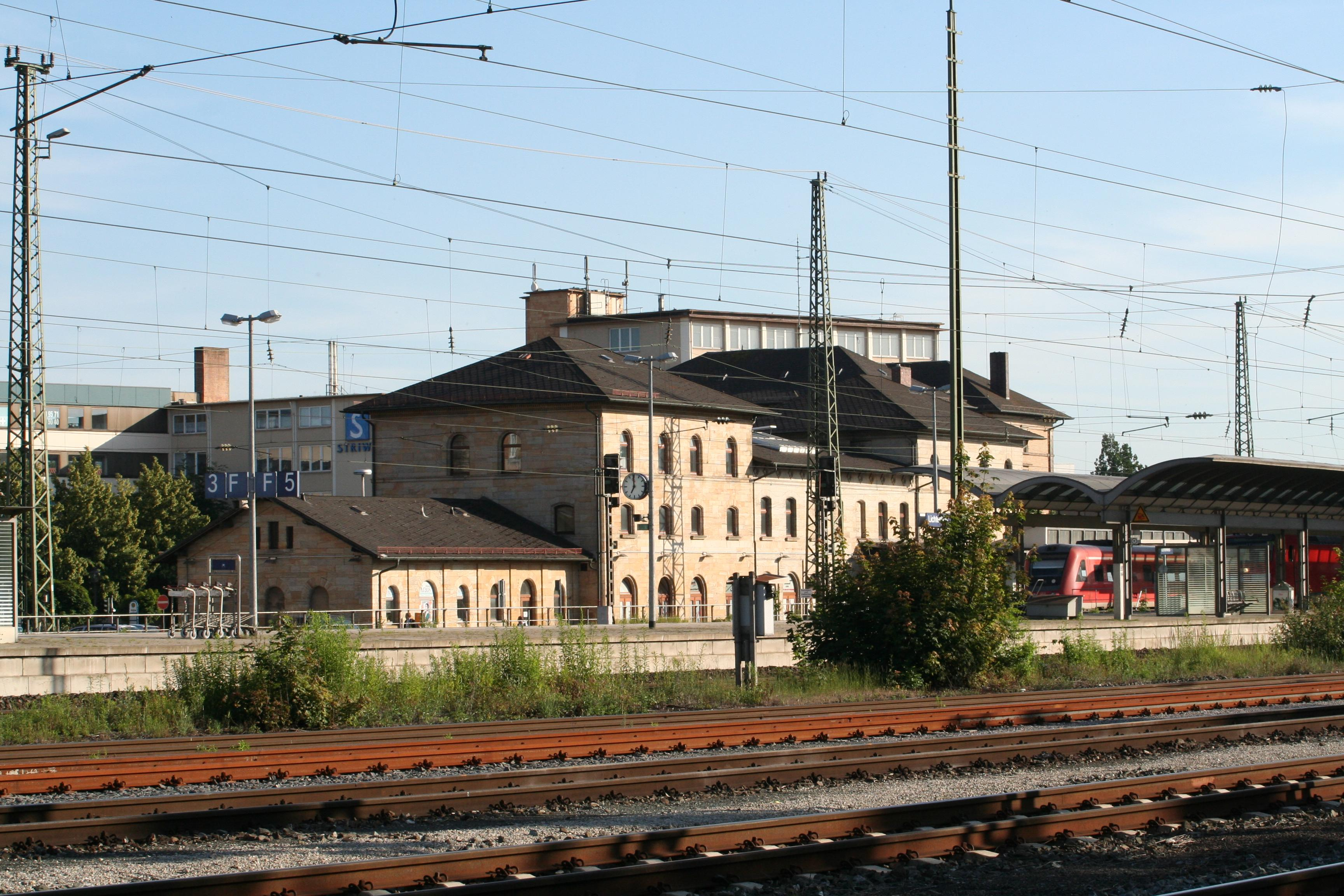
Westansicht

In den Jahren 1848 bis 1849 entstand das Empfangsgebäude nach Plänen des Architekten Gottfried Neureuther aus dem Jahr 1847. Es bestand aus einem dreigeschossigen Mittelbau mit vier Fensterachsen und beidseitigen eingeschossigen, dreiachsigen Flügelbauten. 1859/60 wurden die Seitenflügel verlängert. 1862 kam es zum kompletten Umbau des Stationsgebäudes im Stil der Neorenaissance. Es wurde südlich ein zusätzliches Gebäude, das genauso gestaltet war wie der alte Mittelbau, mit einem neuen Flügelbau errichtet. Verbunden waren die dreigeschossigen Gebäude durch den alten südlichen, um eine Etage aufgestockten Seitenflügel. Schließlich folgte im Jahr 1886 die Ergänzung des symmetrischen, Empfangsgebäudes durch den Anbau eines niedrigen Mitteltraktes mit der Empfangshalle und den Bahnschaltern. Das Bauwerk weist eine Fassade aus Sandsteinmauerwerk mit Gesimsen und Lisenen auf. Die Empfangshalle besitzt eine gegliederte Holzkassettendecke mit Oberlicht.
Überlegungen im Jahr 1969, das Gebäude mit 9741 Kubikmeter umbauten Raum abzubrechen, wurden nicht verwirklicht. Vielmehr wurde es in den folgenden Jahren instand gesetzt und umgebaut. Das Empfangsgebäude steht als Baudenkmal in der Bayerischen Denkmalliste.